# Lotto
Ordet lotto härstammar från italienskan och är sedan 1500-talet ett känt hasardspel i vilket deltagarna mot insats erhåller kort eller bräden med 3x5 numrerade rutor, där tal markeras och sedan dras med någon sorts slumpmetod. Det är ursprunget till nutidens bingo.
Lotto är även ett offentligt lotteriliknande spel där det gäller att förutspå ett antal nummer som sedan lottas fram.

## Svenska Spels Lotto
Lotto startade i Sverige 1980 av landets statliga spelbolag Tipstjänst och har funnits i landet sedan dess. Från starten gick spelet ut på att pricka in sju nummer av 35. Vinst delades också ut för fem och sex rätta nummer. Efter hand introducerades tilläggsnummer.  Joker var med på Lottokupongen men var ett separat spel.
Efter Tipstjänsts ombildning till spelbolaget Svenska Spel är spelet en produkt hos Svenska Spel där det gäller att pricka in sju nummer av 35. Den som dessutom har minst två rätt på  Joker vinner Drömvinsten.

### Vinstchans
Sannolikheten att vinna högsta vinsten på lotto 7/35 nummer är 1:6 724 520 per spelad rad.
| Antal rätt | Vinstchans    |
| ---------- | ------------- |
| 7          | 1 : 6 724 520 |
| 6+1        | 1 : 240 161   |
| 6          | 1 : 40 027    |
| 5          | 1 : 847       |
| 4          | 1 : 59        |
| Totalt     | 1 : 55        |